# Evropská politická strana
Pojem evropská politická strana označuje politickou stranu, která působí na úrovní EU. Může se jednat o svazky stran v členských zemích nebo i o nově založené skupiny, ve kterých se sdružují politické subjekty Evropy. Tyto strany jsou finančně podporovány z prostředků EU.

## Řád
Od 1. listopadu 2008, nařízení Evropských politických stran upravuje (ES) č. 2004/2003 Evropského parlamentu a Rady ze dne 4. listopadu 2003, [8]ve znění pozdějších předpisů  v rámci spolurozhodování (viz výše). Podle tohoto nařízení je Evropská komise informační list, [10]na party, aby se stal Europarty, musí splňovat následující kritéria:
- Musí mít právní subjektivitu v členském státě, ve kterém se nachází její sídlo.
- Musí dodržovat základní principy Evropské unie, tj. zásadu svobody, demokracie, dodržování lidských práv a základních svobod a právního řádu.
- Musí se podílet na volbách do Evropského parlamentu.
- Počet členů musí odpovídat alespoň jedné čtvrtině členských států, přičemž musí platit:
  - buď musí obdržet alespoň 3% hlasů odevzdaných v každém z těchto členských států v posledních volbách do Evropského parlamentu.
  - nebo musí již být členy Evropského parlamentu případně národních parlamentů těchto států.
- Musí zveřejnit své příjmy a výdaje za daný rok.
- Musí zveřejnit prohlášení o jeho majetku a závazků za rok.
- Musí poskytnout seznam svých dárců jejichž dary přesahují € 500.
- Nesmí přijímat anonymní dary.
- Nesmí přijímat dary, které přesahují € 12000 za rok na dárce.
- Nesmí přijímat dary z rozpočtů politických skupin Evropského parlamentu.
- Nesmí přijímat více než 40% z ročního rozpočtu národní politické strany.
- Musí získat alespoň 15% svého rozpočtu z jiných zdrojů, než z evropských fondů unie[2].

## Financování
Celkové finanční prostředky pro rok 2008 představuje € 10.6 milionů EUR, přičemž 5 milionů € je základ.

## Evropské politické strany

### Registrované evropské politické strany
V současnosti je oficiálně uznáno 12 evropských politických stran:
| Evropská strana                              | Ideologie                              | Čeští zástupci             |
| -------------------------------------------- | -------------------------------------- | -------------------------- |
| Evropská lidová strana                       | křesťanští demokraté a konzervativci   | KDU-ČSL, TOP 09            |
| Strana evropských socialistů                 | sociální demokraté                     | SOCDEM                     |
| Aliance liberálů a demokratů pro Evropu      | liberálové                             | -                          |
| Evropská strana zelených                     | zelení                                 | Zelení                     |
| Strana evropské levice                       | socialisté a komunisté (eurokomunisté) | Levice, KSČM (pozorovatel) |
| Strana evropských konzervativců a reformistů | euroskeptici a konzervativci           | ODS                        |
| Evropská svobodná aliance                    | regionalisté                           | MZH                        |
| Patrioti.eu                                  | euroskeptici a nacionalisté            | ANO, Přísaha, AUTO         |
| Evropská demokratická strana                 | liberálové                             | SEN 21                     |
| Evropské křesťanské politické hnutí          | křesťanští demokraté                   | -                          |
| Evropa suverénních národů                    | euroskeptici a nacionalisté            | SPD                        |
| Evropská levicová aliance pro lidi a planetu | socialisté                             | -                          |

### Ostatní evropské politické strany
- Evropská pirátská strana
- Hnutí Demokracie v Evropě 2025
- Evropská federalistická strana
- Aliance severské zelené levice
- Evropská antikapitalistická levice
- Aliance za mír a svobodu
- Evropská komunistická akce
- Volt Europa

### Právní stránku evropských politických stran upravuje
- Maastrichtská smlouva, čl. 191 , obdobně v návrhu smlouvy o Ústavě pro Evropu, čl. 45 (4)
- Nařízení Evropského parlamentu a Rady (ES) č. 2004/2003 ze dne 4. listopadu 2003 o statutu a financování politických stran na evropské úrovni